# Хеденстед (коммуна)
Хеденстед (дат. Hedensted Kommune) — датская коммуна в составе области Центральная Ютландия. Площадь — 551,54 км², что составляет 1,28 % от площади Дании без Гренландии и Фарерских островов. Численность населения на 1 января 2008 года — 45561 чел. (мужчины — 23064, женщины — 22497; иностранные граждане — 1314).

## История
Коммуна была образована в 2007 году из следующих коммун:
- Хеденстед (Hedensted)
- Юельсминне (Juelsminde)
- Тёрринг-Ульдум (Tørring-Uldum)

## Изображения

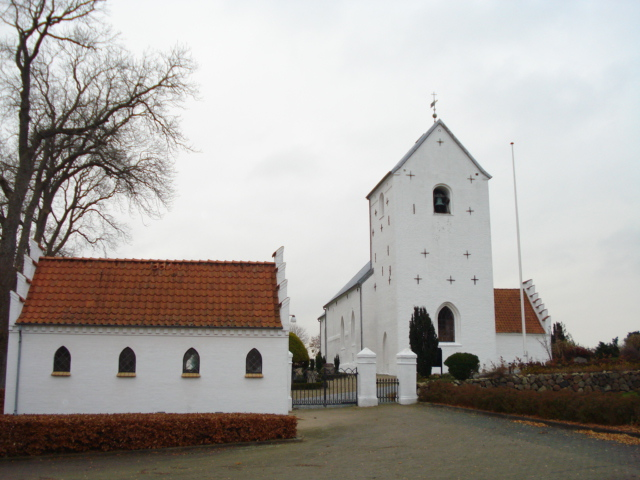

## Железнодорожные станции
- Хеденстед (Hedensted)